# Крал Тамај (Порденоне)
Крал Тамај је насеље у Италији у округу Порденоне, региону Фурланија-Јулијска крајина.
Према процени из 2011. у насељу је живело 301 становника. Насеље се налази на надморској висини од 19 м.